# ميامي ليكس
ميامي ليكس (بالإنجليزية: Miami Lakes)‏ هي مدينة أمريكية تقع في ولاية فلوريدا. تبلغ مساحة هذه المدينة 16.5 (كم²)،ويبلغ عدد سكانها 22676 نسمة حسب إحصاء سنة 2010 م 22676.تشير إحصاءات سنة 2000م بأن الكثافة السكانية في هذه المدينة تقدر بـ(1469.6) نسمة/كم2 

## أعلام
- دييغو إي. هرنانديز
- أدريان كارديناس